# Iivjenkî, Pîreatîn
Iivjenkî (în ucraineană Ївженки) este un sat în orașul raional Pîreatîn din regiunea Poltava, Ucraina.

## Demografie
Componența lingvistică a localității Iivjenkî
     Ucraineană (100%)
Conform recensământului din 2001, toată populația localității Iivjenkî era vorbitoare de ucraineană (100%).